# رجب صبحي ديب
الشيخ العالم الرباني رجب صبحي ديب (1350-1437) هـ / (1931-2016) م Sheikh Rajab Deeb شيخ الطريقة النقشبندية في بلاد الشام، والمدرس الديني الأول في إدارة الإفتاء العام في سوريا، معاصر، له دروس ومحاضرات في علوم الشريعة والتزكية والتربية والدعوة والإرشاد، وشارك في العديد من المؤتمرات العالمية، كذلك يقوم بإلقاء الدروس الدينية في مساجد سوريا والدول العربية. 

## النشأة
هو الشيخ رجب بن صبحي بن علي ديب، ولد في دمشق في حي العمارة سنة 1350هـ الموافق 1931م ونشأ في أسرة متوسطة الحال، مبنيَّة على حبِّ الإيمان، وأخلاق الإسلام.
ولقد أكرمه الله بعشرة أولاد؛ ستة ذكور وأربع إناث، أما الذكور فهم: محمد وأحمد وعبد الله ومحمود وعمر وزاهر، فقد منهم عبد الله وعمره سنة تـقريباً، وأما الإناث فهن: نسيبة ورفيدة ومنيرة وزبيدة، فقد كبراهن نسيبة وعمرها خمس وعشرون سنة.

## النسب الروحي
أخذ الشيخ رجب ديب الطريقة النقشبندية العليّة، من شيخه العارف بالله الشيخ أحمد كفتارو قَدَّس الله سرّه، الذي أجازه بها خليفةً للروح والعلم والدعوة، كاملة مكتملة النسب، واتّصل بنسبه ونسب أجداده من أهل الطريقة وأهل السلالة.

## المسيرة المعرفية
اهتمَّ الشَّيخ رجب ديب بدراسة العلوم الدينيَّة، فكان يفدُ على الأشياخ والأساتذة ليدرس عليهم هذه العلوم، فدرس القرآن الكريم وتجويده وتفسيره، والفقه الحنفي، والشافعي، والمالكي، والحنبلي، ولم يَفُتْهُ جانب الدراسة بالفقه الشيعيِّ (الجعفري). كما أنه درس اللغة العربية وعلومها، وعلم الفرائض، وعلم الأصول، والسيرة النبوية، وغيرها. بالإضافة إلى ذلك فإنه يتابع الدوريات العلمية، وربما بعض الصحف اليومية التي قد تُفيده بحدثٍ ما، علمياً، أو اجتماعياً، أو سياسياً.
وقد درس علومه على أكثر من ستين عالماً متضلعاً في العلوم الشرعية والعربية والإيمانية والروحية، يأتي في طليعة شيوخه وأبرزهم على الإطلاق سماحة الشيخ الدكتور أحمد كفتارو رحمه الله المفتي العامُّ السابق للجمهورية العربية السورية، فقد نال عنه علوم القرآن والتفسير والحكمة وأسلوب الدعوة، والوعظ، والإرشاد كما درس عليه علم مصطلح الحديث والسيرة وهو الذي وجهه بدوره لدراسة العلوم على عدد من المشايخ:
في القرآن الكريم وتجويده:
أخذه عن الشيخ محمد الحلواني، والشيخ أحمد بن محمد الحلواني، والشيخ عز الدين العرقسوسي.
في علوم الحديث النبوي الشريف:
أخذه عن الشيخ محمد سعيد البرهاني، ونال إجازة بعلم الحديث وروايته من الشيخ محمود الرنكوسي  رحمه الله تعالى إجازة متسلسلة إلى سيدنا رسول الله صلى الله عليه وسلم.
في علوم الفقه:
أخذه عن الشيخ عبد الصمد إسماعيل والشيخ عبد الوهاب دبس وزيت والشيخ إبراهيم اليعقوبي.
في علوم اللغة العربية:
درس الشيخ رجب علوم اللغة العربية على يد الشيخ عبد الصمد إسماعيل، والشيخ إبراهيم اليعقوبي، والشيخ عبد المجيد الصباغ، والشيخ طاهر الصباغ وغيرهم.
في السيرة النبوية الشريفة:
أتمَّ دراسته في السيرة النبوية على يد الشيخ محمود المنيني، كما درسها على سماحة الشيخ أحمد كفتارو رحمه الله تعالى.
حصل الشيخ رجب على درجة الليسانس في اللغة العربية والدراسات الإسلامية من كلية الدعوة الإسلامية فرع دمشق عام / 1988/ م.
ثم نال درجة الدكتوراه من جامعة الدراسات الإسلامية – كراتشي في 25 / رجب / 1421هـ 23 /تشرين الأول / 2000م

## أهم الأعمال والنشاطات
عمل في ميدان الدعوة إلى الله منذ تعرُّفِهِ على سماحة الشيخ أحمد كفتارو رحمه الله في منتصف القرن الماضي، وبقيت دروسُه منتظمة في مساجد أبي النور، والحاجبية، والمغربية، والأموي، وتنكز، وغيرها من مساجد دمشق.
ثم انتقلت دعوته إلى جميع المحافظات السورية عن طريق إخوانه وتلامذته الذين أخذوا عنه.
وله دعوة كبيرة في بيروت أسسها في مطلع السبعينات من القرن الماضي.
كما له نشاط في الدعوة إلى الله في أوروبا وأمريكا وكثيرٍ من بلدان العالم، تقوم على العلم والحكمة والتصوف القرآني.

## الإنجازات
في عام /1963/ م بدأ الشيخ رجب ديب يحاضر في مسجد العجان الكبير في ساحة الشيخ ضاهر في اللاذقية.
في شهر تشرين الثاني من عام /1969/ م الموافق رمضان /1389/ هـ طلب المفتي العام للجمهورية اللبنانية المرحوم الشيخ حسن خالد من سماحة المفتي العام للجمهورية العربية السورية الشيخ الدكتور أحمد كفتارو رحمه الله أن يوفد إلى لبنان بعثة من علماء دمشق ليحاضروا طيلة شهر رمضان في مساجد بيروت، فأوفد سماحته خمسة من العلماء وكان منهم الشيخ رجب ديب الذي بقي الوحيد من تلك البعثة يتابع دعوته التي انتشرت في ربوع الجمهورية اللبنانية إذ كان يعقد كل يوم من ثلاث إلى أربع محاضرات.
وقد حاضر فضيلته في معظم مساجد بيروت منها:
1. مسجد الإمام علي بن أبي طالب في الطريق الجديدة.
2. مسجد الأمير منذر: في مركز أسواق بيروت.
3. مسجد الفاروق عمر: في منطقة الزيدانية.
4. مسجد البسطة التحتا: في البسطة التحتا.
5. المسجد الأموي الكبير: في منطقة المعرض..

وعلى إثر ذلك قام بعض الناشطين من أحبابه بتأسيس العديد من الجمعيات الخيرية والدعوية في بيروت مثل: جمعية الفتوة الإسلامية، وجمعية الدعاة الثقافية، وجمعية الوفاء الثقافية.
في عام /1988/ م بدأ الشيخ رجب ديب يحاضر في مدينة حلب الشهباء فحاضر في مسجد عمر بن عبد العزيز رضي الله عنه، ومسجد أهل بدر الكرام، ومسجد الوفاء، ومسجد أبي حنيفة النعمان.
وله الآن دعوة كبيرة في إندونيسيا، وقد شارك في مؤتمرات عالمية فيها، وحاضر في عدة مدن، وعدة جامعات، وقد زارها عشر مرات منذ عام /2010/ م حتى وفاته رحمه الله.
كما كان له زيارات إلى مصر - جامعة الأزهر الشريف.
وكان له عدة محاضرات في عدة مدن في الباكستان.
وكان قد زار البرازيل في عام /2014/ م ووضع حجر أساس لبناء مجمع إسلامي، وأسس جمعية للسوريين هناك، كما حاضر في مساجد ساو باولو ومدن أخرى وأسلم على يده بعض الشباب والشابات.
زار المملكة الماليزية وألقى محاضرات في المسجد الأزرق الكبير في كوالا لامبور والتقى المفتي العام للمملكة الماليزية.

## الأنشطة والرحلات
في عام /1971/ م انتدبه المفتي العام سماحة الشيخ الدكتور أحمد كفتارو رحمه الله للتدريس الديني في دولة الكويت في شهر رمضان حيث حاضر في مسجد سعود ومسجد حمد الصقر.
في أعوام كثيرة في موسم الحج كان سماحته يحاضر كلّ يوم في الحرم النبوي الشريف مرتين بعد صلاة الفجر وبعد صلاة المغرب.
في عام /1985/ م انتدبه سماحة المفتي العام ليحاضر طيلة شهر رمضان وعلى مدى سنتين في المركز الإسلامي في سويسرا.
كان الشيخ رجب ديب عضواً للعديد من بعثات الحج بتكليف من وزارة الأوقاف في القطر العربي السوري للإشراف على الحجاج وتوجيههم.
في عام /1997/ م سافر الشيخ رجب ديب مع سماحة المفتي العام إلى الولايات المتحدة الأمريكية حيث زارا ولاية نيويورك وألقى سماحة المفتي العام عدة محاضرات في التجمعات الإسلامية ثم عاد إلى دمشق بينما تابع فضيلة الشيخ رجب لقاءاته ومحاضراته بعد ذلك هناك.
في عام /1998/ م سافر سماحته إلى الولايات المتحدة بدعوة من أبرز تلامذته هناك وألقى محاضرات في ولايات نيويورك، منيسوتا، وغيرهما.
في عام /1998/ - /1999/ م وبدعوة من الشيخ زايد بن سلطان آل نهيان رئيس دولة الإمارات العربية المتحدة، أقام سماحته طيلة شهر رمضان /1419/هـ في دولة الإمارات، وعقد هناك محاضرات يومية في عدد من مساجد الإمارات وخاصة في إمارة العين حيث لقيت دروسه ومحاضراته قبولاً واستحساناً منقطع النظير بفضل الله تعالى.

## المجال الإعلامي الإذاعي والتلفزيوني والصحفي
1. له مقابلتان مطولتان نشرتهما صحيفة الاعتدال الصادرة في الولايات المتحدة بتاريخ: أيار / 1993م وتشرين الثاني / 1997م
2. تحقيق صحفي لمجلة صوت العرب حول زواج الشباب في الإسلام، نشر في تموز /1990م.
3. على صعيد المحاضرات التلفزيونية فهناك محاضرات كثيرة اعتباراً من مطلع الستينات، منها عن حقيقة التصوف، وعن ذكر الله عزَّ وجلَّ، وكان آخرها في رمضان / 1418هـ.
4. له محاضرات في بعض التلفزيونات العربية الخليجية.

## المؤلفات والأعمال
لم يتفرغ الشيخ المربي الدكتور رجب ديب للكتابة، باستثناء تفسيره ـ التفسير الرحيب ـ وإنما كان وبقي إلى آخر عمره يقضي جلَّ وقته في إلقاء دروسه ومحاضراته في التفسير والحديث والفقه واللغة والوعظ والإرشاد.
ومع ذلك فان له عدداً من الكتب وهي:
1. وصيتي (وصايا الهدى)، وقد طبع باللغة|: (العربية والفرنسية والإندونيسية).[5]
2. الحج والزيارة.[6]
3. صحف إبراهيم وموسى -عليهما السلام ـ.[7]
4. التوبة والاستغفار.[8]
5. حقوق الزوجين.[9]
6. المولد النبوي الشريف بين الكتاب والسنة.[10]
7. مناهل الإيمان (مؤلف من جزئين) [11]
8. صلاة النوافل (ثلاثة أجزاء) [11]
9. التفسير الرحيب لتفسير القرآن الكريم، وقد صدر منه أربعة أجزاء، وبقية الأجزاء قيد الطبع، وهو الآن يترجم ويدرَّس في عدة مدن إندونيسية.[12]
10. الدعوة الإسلامية في سورية وأسس نجاحها: وهي رسالة نال بها درجة الدكتوراه من جامعة الدراسات الإسلامية – كراتشي.
11. عدَّة الدعاة: بحوث دعوية كتبها سماحته لطلاب كلية الدعوة الإسلامية.
12. من معجزات سيدنا رسول الله صلى الله عليه وسلم.
13. ذهب الذاكرون بكل خير.
14. الأخوة في الله تعالى.
15. سادة الدنيا والآخرة.
16. شارك سماحته بخمس مواد علمية في الموسوعة الإسلامية الميسرة: (الوفاء، اليمين، الموالي، المنافقون، النصيحة).

ولعل أجلّ الكتب التي نالت عنايةً وجهداً خاصاً منه كتاب: صحيح الإمام البخاري، وكان يشرحه في دروس الفجر، واستمر شرحُه تسعة عشر عاماً، وهو شرح غزير جمع دقائق العلم ونفائسه، والفوائد المتعلـقة بكل حديث مدعَّماً بتجاربه الحكيمة، ورَبَطَهُ بالواقع.

## الوفاة
توفي شيخ الطريقة النقشبندية في بلاد الشام، رجب صبحي ديب، عن عمر يناهز 85 سنة، في دمشق عصر يوم الأربعاء (15 حزيران 2016) م.